# Keizō Shibusawa
Keizō Shibusawa (渋沢 敬三?, Shibusawa Keizō; Tokyo, 25 agosto 1896 – 25 ottobre 1963) è stato un imprenditore e politico giapponese, governatore della Banca del Giappone dal 1944 al 1945.
Servì inoltre come ministro delle finanze durante il governo di Kijūrō Shidehara.

## Biografia
Nato a Tokyo nel 1896, era nipote di Shibusawa Eiichi, conosciuto oggi come il "padre del capitalismo giapponese". Shibusawa fu governatore della Banca del Giappone dal 18 marzo 1944 al 9 ottobre 1945, prima di lasciare l'incarico in favore della funzione di ministro della finanze nel governo Shidehara nell'immediato dopoguerra. Durante il suo mandato fu decisa la dissoluzione delle zaibatsu, le concentrazioni finanziarie che dominarono l'economia giapponese nell'anteguerra.
Noto filantropo e folclorista, fu coinvolto nella creazione di gran parte della collezione del Museo nazionale di etnologia di Osaka.